# Parque nacional de las Cataratas Victoria
El Parque Nacional de las Cataratas Victoria en el noroeste de Zimbabue protege las orillas sur y este del río Zambeze en el área de las famosas Cataratas Victoria. Cubre 23,4 km² extendiéndose desde el Parque Nacional del Zambeze unos 6 km por encima de las cataratas y unos 12 km por debajo de las cataratas.
En conjunto con el Parque Nacional de Mosi-oa-Tunya, en Zambia, fueron inscritos por la Unesco en el año 1989 en la lista de los lugares Patrimonio de la Humanidad.
Una característica notable del parque es la selva que crece cerca de la espuma de la cataratas, que incluye helechos, palmeras, lianas de enredaderas, y varios árboles como el caoba que no se ve en otro lugar de la región.
Los visitantes tienen la posibilidad de ver elefantes, búfalos del Cabo, rinocerontes blancos, hipopótamos, alces y varios tipos de antílopes durante safaris en coche o caminando. Se pueden ver cocodrilos en el río, y un cercano rancho de cocodrilos ofrece una visión más segura de estos peligrosos animales.
Se proporciona alojamiento en campamentos en el Parque Nacional del Zambeze y en numerosos hoteles alrededor del pueblo de Victoria Falls que forma parte del límite oeste del parque.
Los visitantes deben tomar precauciones contra la malaria.

## Arqueología
Se encontraron cerca de las cataratas, artefactos de piedra atribuidos a Homo habilis de hace 3 millones de años, así como otros instrumentos que indican la ocupación de la zona durante el Pleistoceno medio (de alrededor de 50 mil años atrás), así como armas, adornos y azadas que indican la presencia de cazadores-recolectores del Neolítico (entre 10.000 y 2.500 años atrás), que fueron sustituidos hace unos 2.000 años por los agricultores de las personas que utilizan herramientas de hierro, el ganado y que habían vivido en aldeas fortificadas (los bantúes).
La línea de ferrocarril que une Livingstone y Kazungula corre por el parque y por las cataratas, un espectáculo único. En un carruaje sobre este puente, se firmó un acuerdo histórico.

## Galería

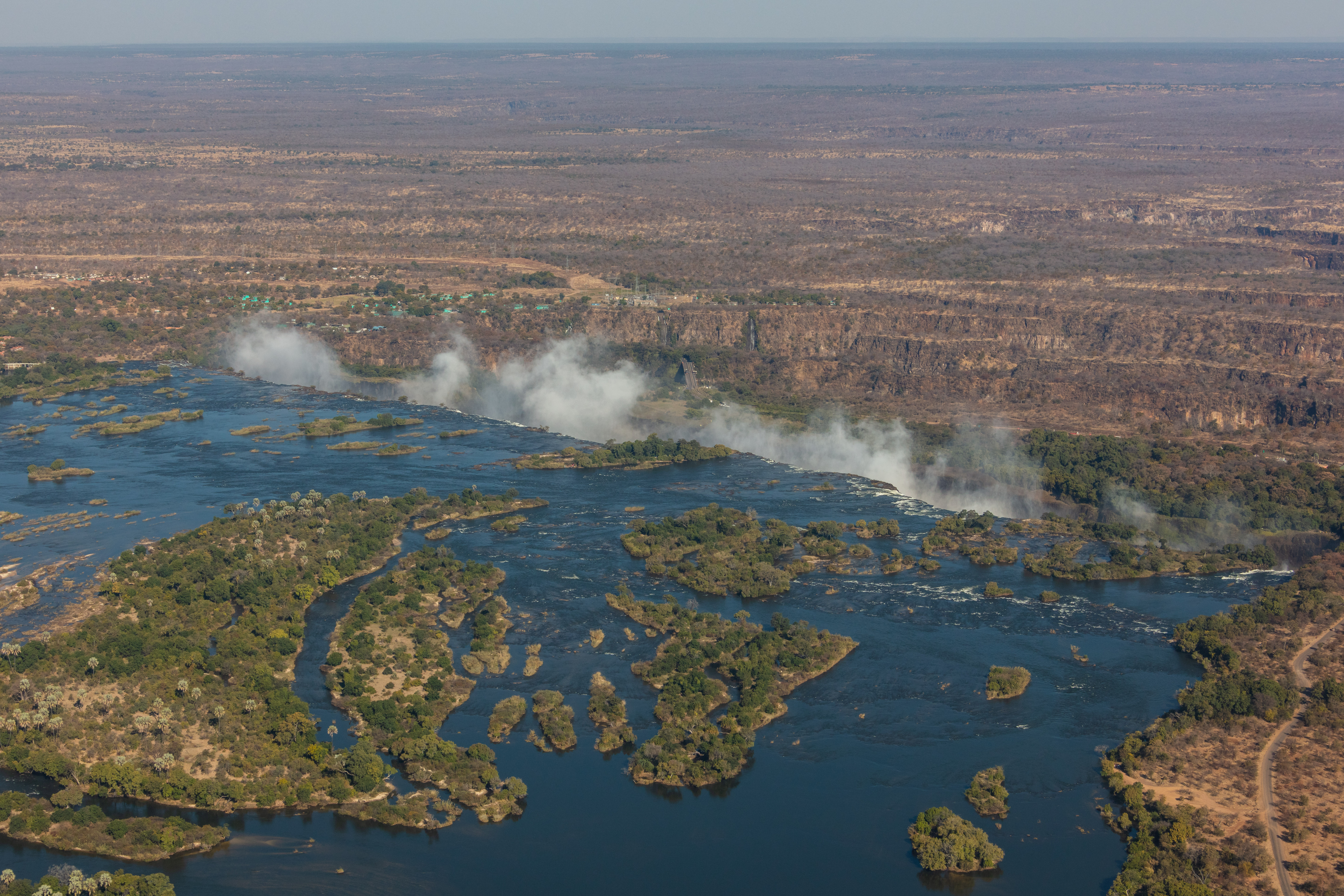
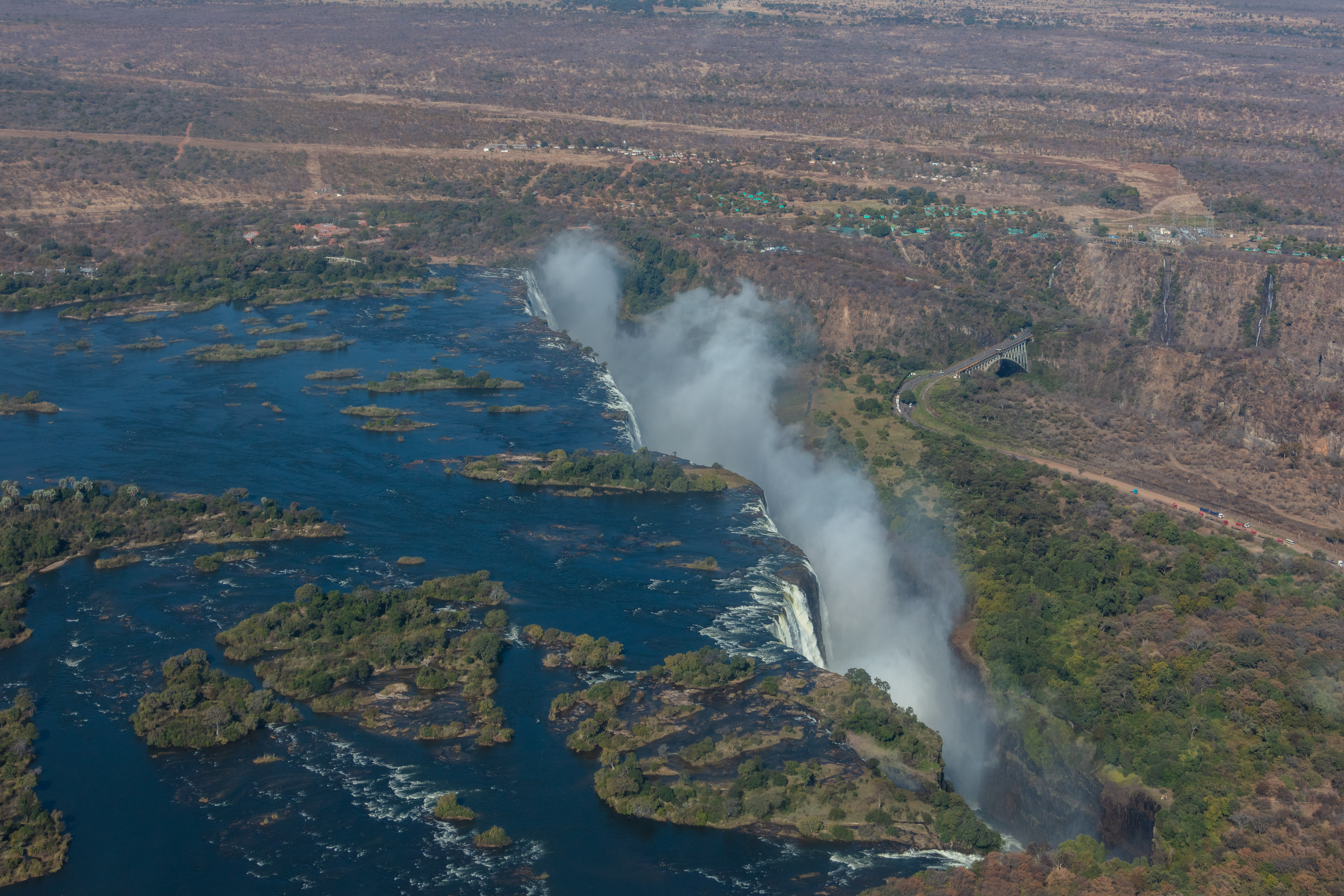
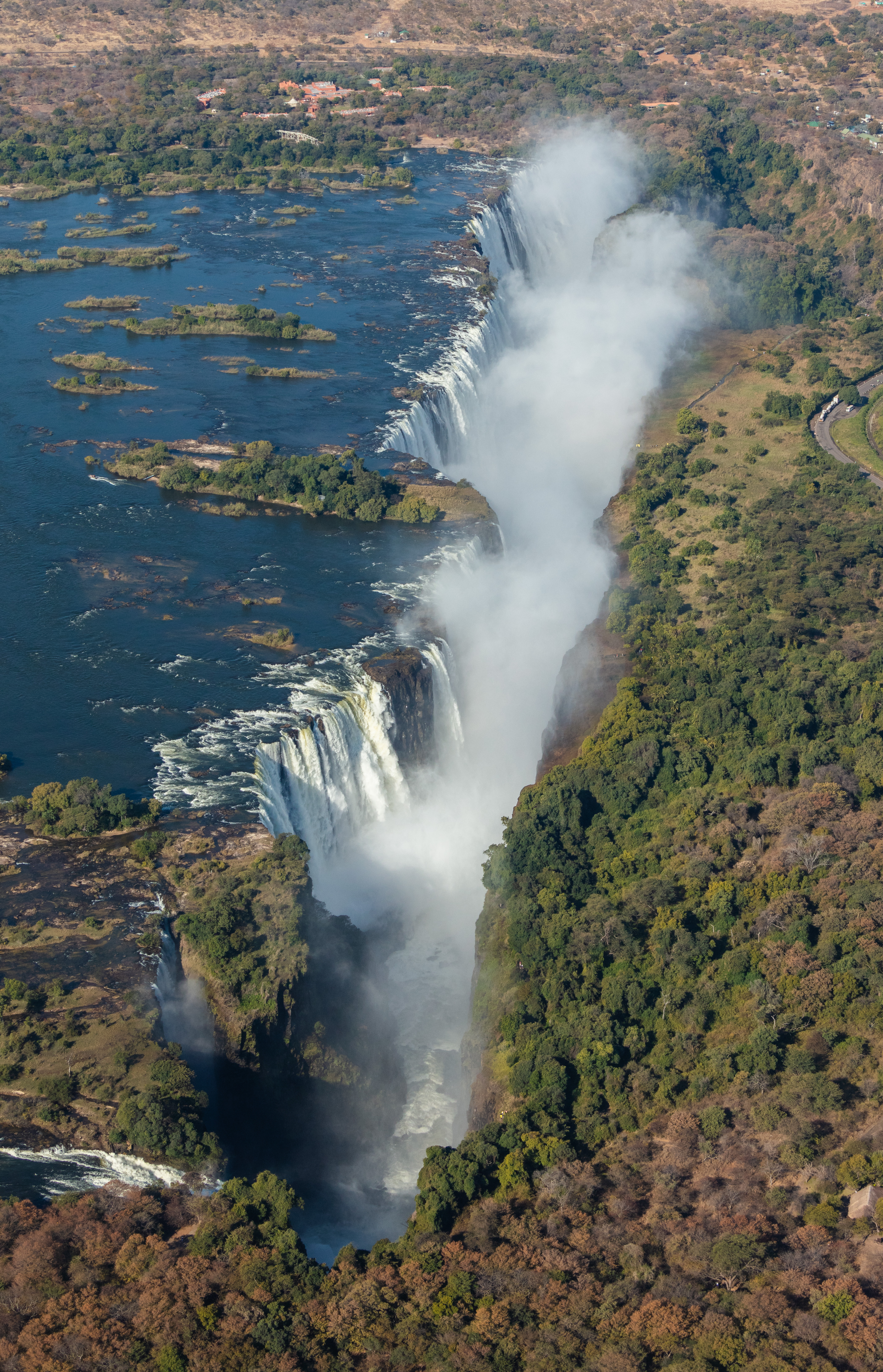
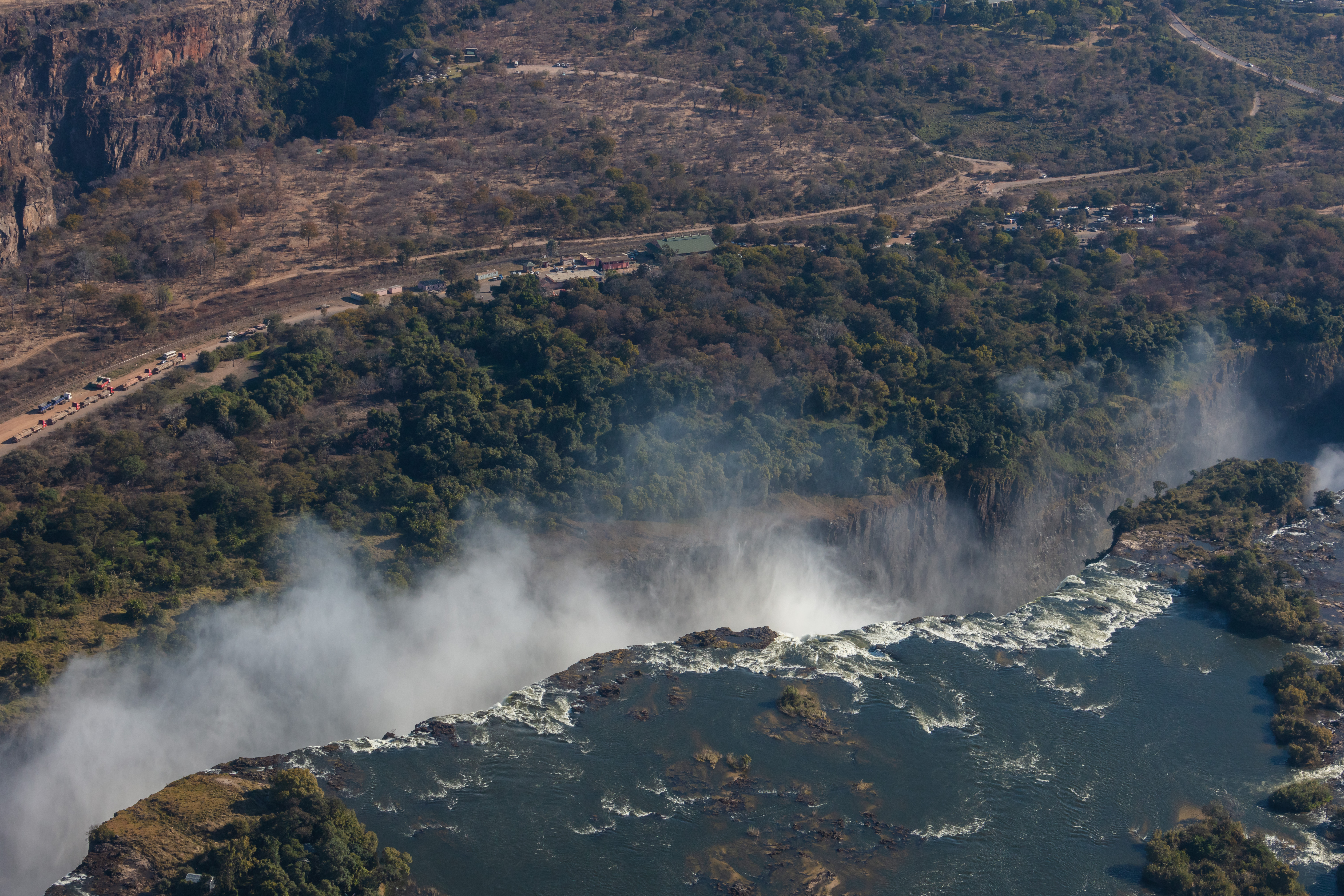
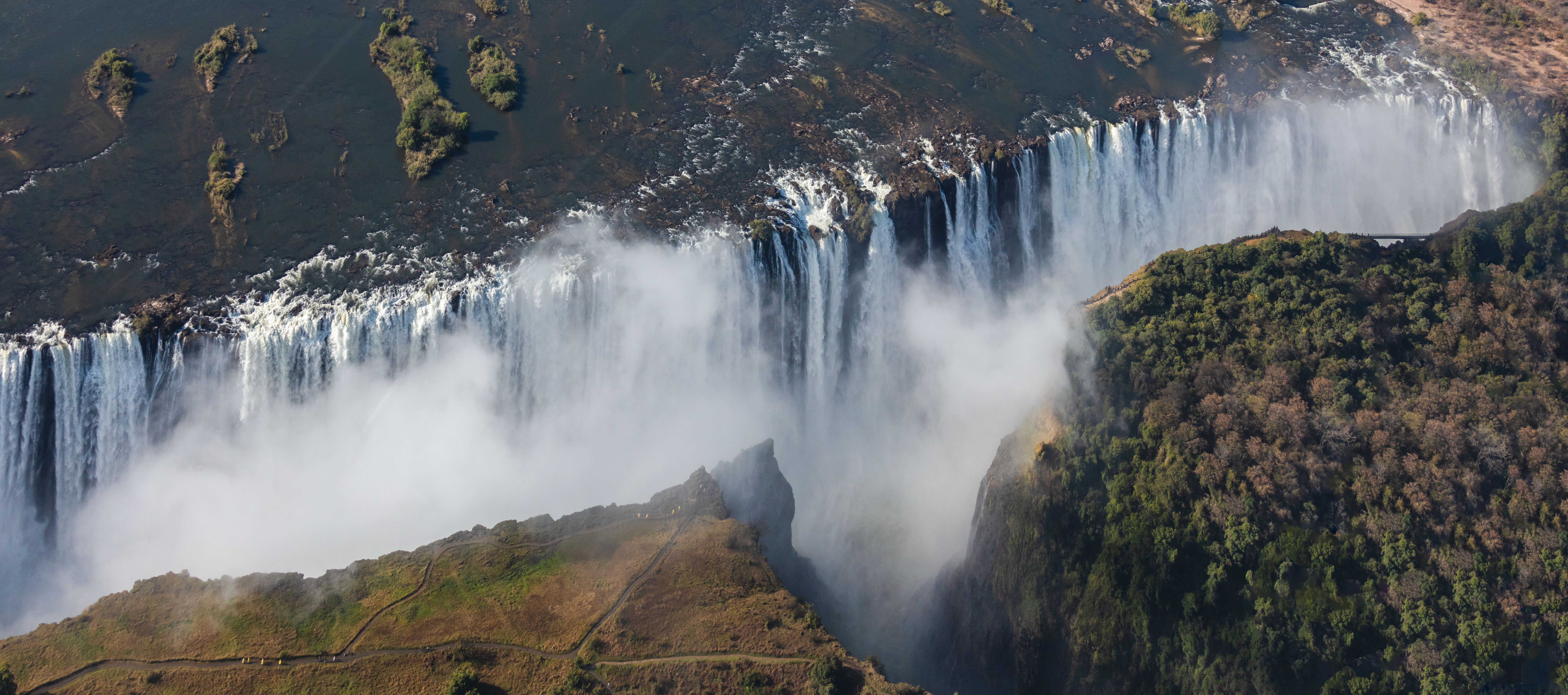
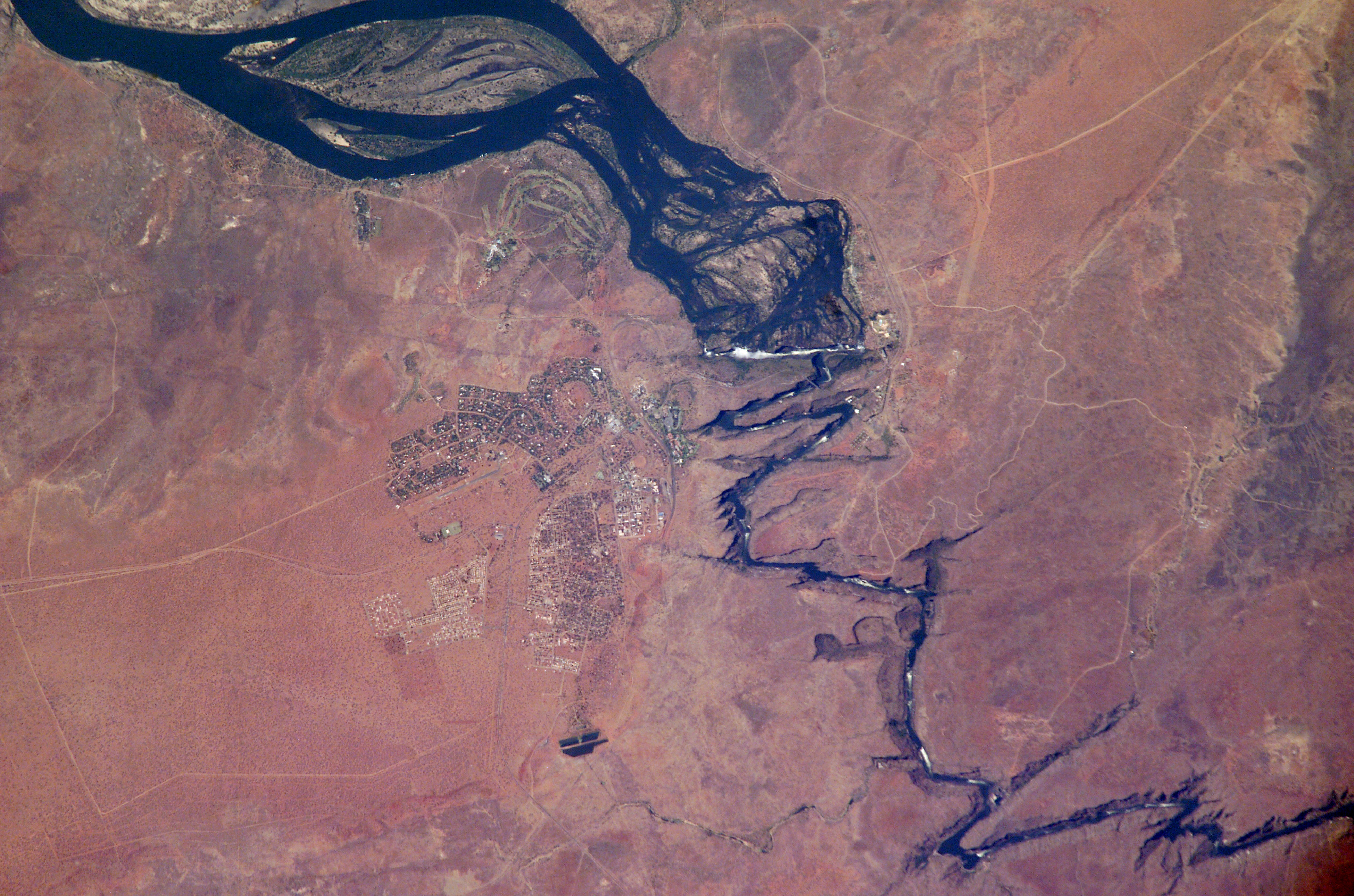
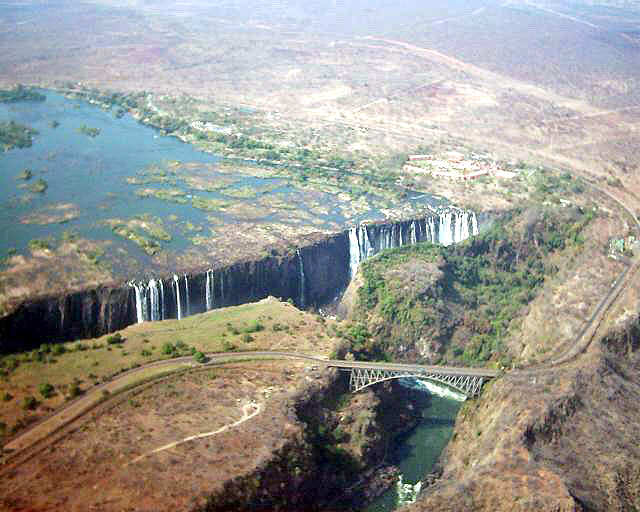
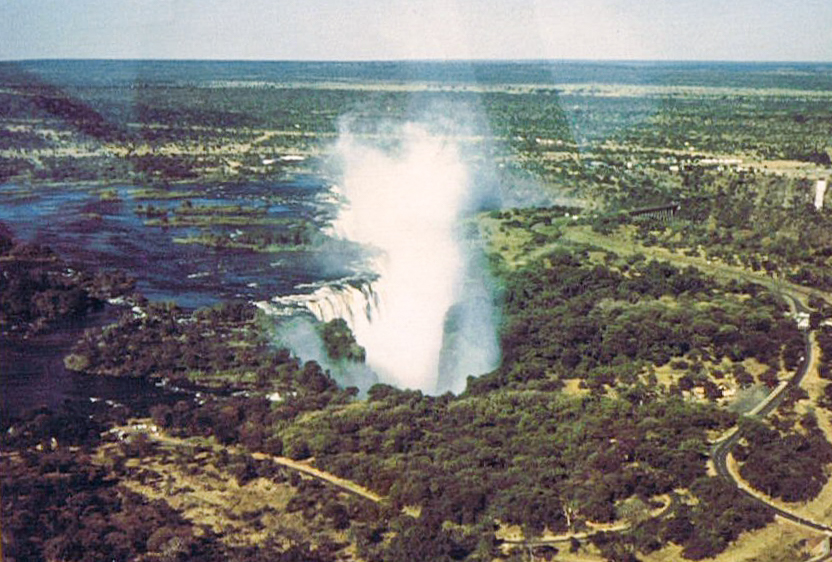
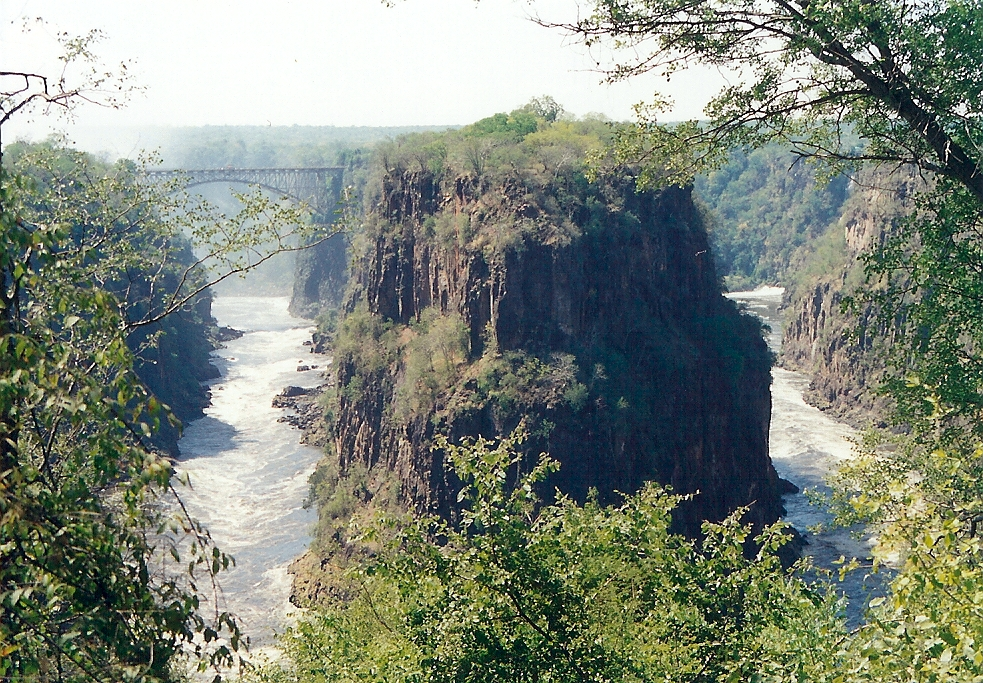
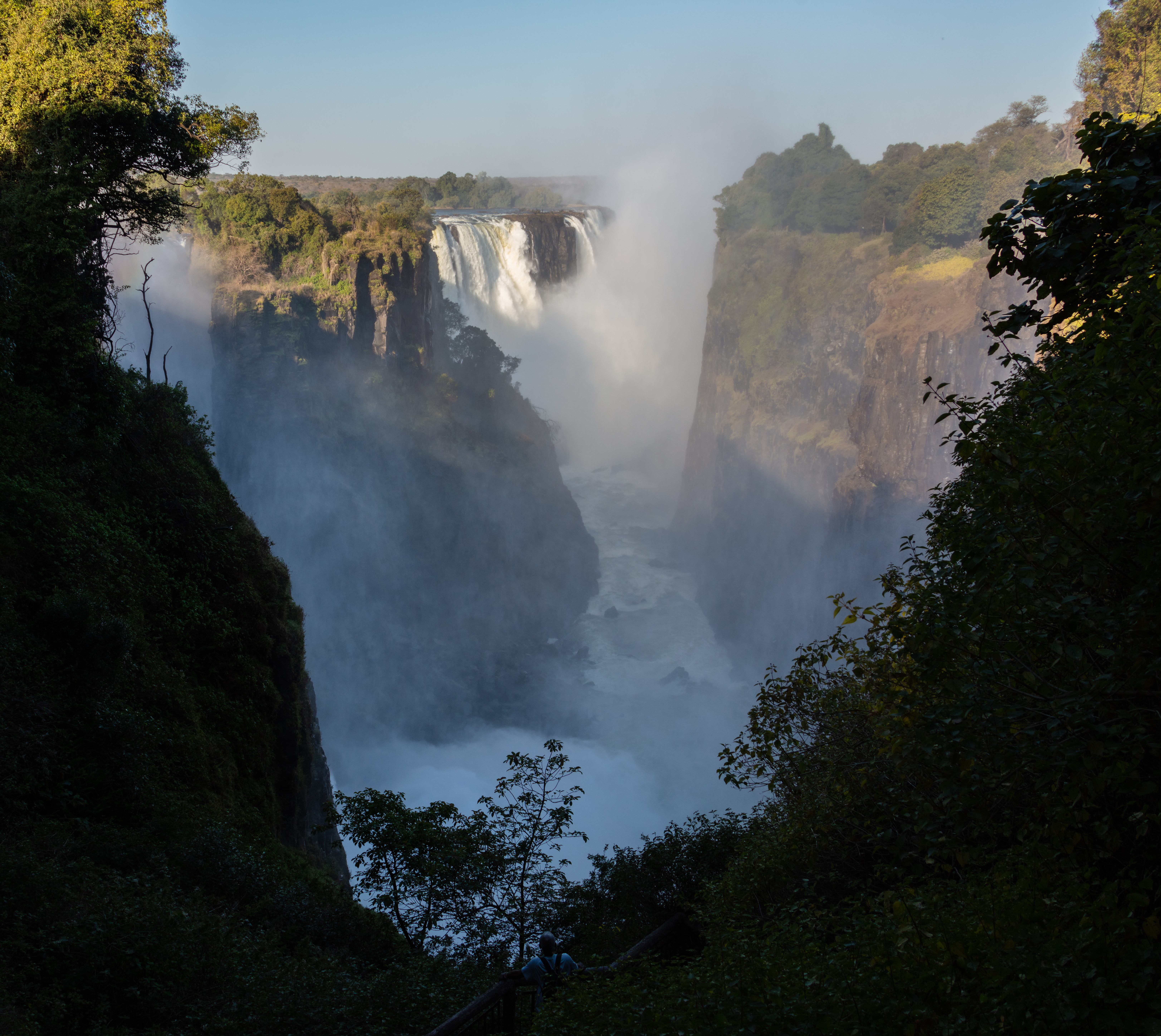
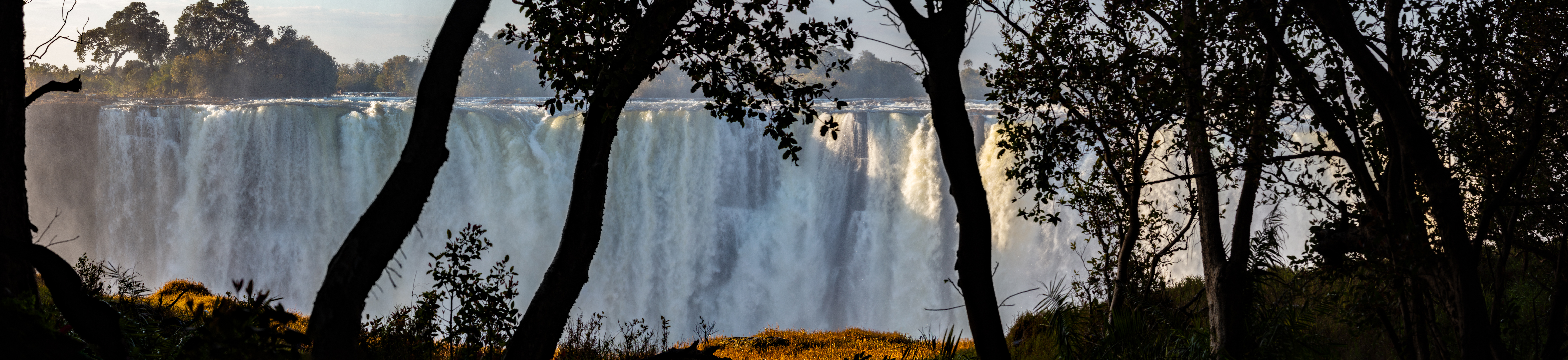

- Datos: Q1640800
- Multimedia: Victoria Falls / Q1640800